# Villa Medici del Vascello
Villa Medici del Vascello è un edificio storico, con giardino annesso, del comune di San Giovanni in Croce ed è una delle più interessanti residenze extraurbane del Cremonese, frutto di una serie di metamorfosi strutturali che si sono susseguite dal XV secolo al XIX secolo.
Passata in mano a vari e differenti proprietari, tra coloro che vi dimorarono la più celebre è certamente Cecilia Gallerani, che è la donna che Leonardo da Vinci immortalò nel ritratto della Dama con l'ermellino.

## Storia

### Origini
La storia di questa villa gentilizia ha origine come fortezza difensiva a scopo militare, che venne eretta in questo luogo nel 1407. L'esigenza originaria era infatti quella di garantire il controllo sul territorio inferiore del Cremonese in un luogo a metà strada tra Cremona e Mantova, all'incrocio tra le strade che portano a Brescia, Cremona, Mantova e Parma. In questa zona, prima di questa fortezza, esisteva già un castello più antico, precisamente in corrispondenza del punto d'incrocio della strada tra Cremona e Mantova e la strada tra Asola e Casalmaggiore, che però andò distrutto e fu probabilmente sul suo basamento che Cabrino Fondulo, signore di Cremona, fece innalzare questa nuova fortezza, forse riutilizzando anche parte delle strutture e delle torri del precedente castello.
Ma, già a partire dalla seconda metà del XV secolo, dopo il passaggio al Ducato di Milano, la fortezza non fu più sufficiente allo scopo difensivo e venne così avviata a un lento processo di metamorfosi, che portò l'antica rocca militare a scopo bellico a diventare una vera e propria residenza nobiliare di campagna.

### I Carminati di Brembilla e Cecilia Gallerani

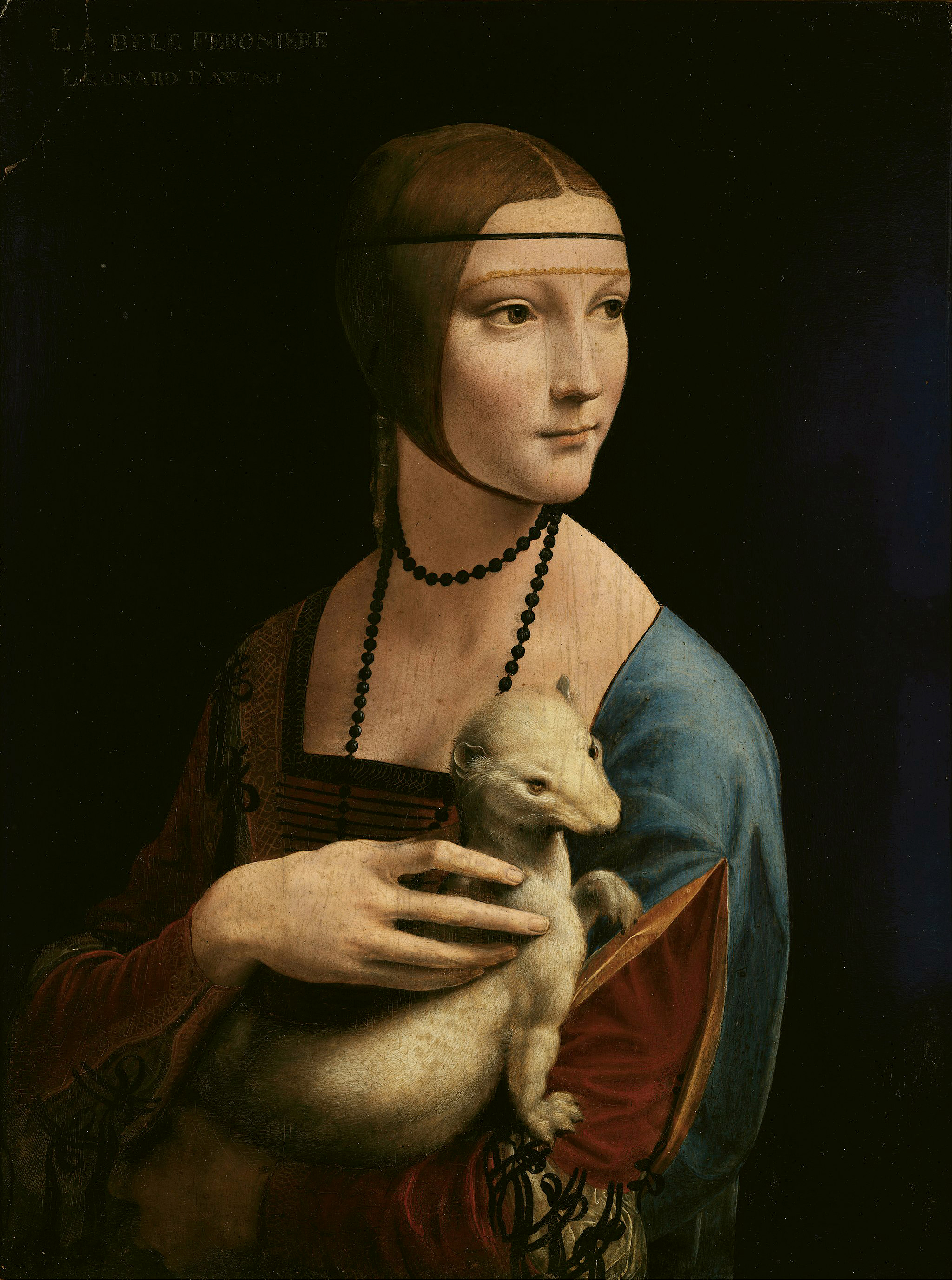
Dama con l'ermellino, opera di Leonardo da Vinci, nella quale si riconoscono le fattezze di Cecilia Gallerani (Museo Czartoryski, Cracovia, Polonia)

Il 25 maggio 1485 la contea di San Giovanni in Croce venne donata in feudo al nobile militare Giovan Pietro Carminati di Brembilla, detto "il Bergamino", che, avendo combattuto tutta la vita al servizio degli Sforza di Milano, venne ricompensato con questo territorio da Ludovico Sforza, detto "il Moro", che già lo aveva infeudato delle contee di San Giorgio di Lomellina (14 ottobre 1481) e di Gussola e Martignana (25 agosto 1484).
Morto il Bergamino il 4 giugno 1488, il feudo passò nelle mani del figlio Ludovico Carminati di Brembilla (Ludovico Bergamini), che nel 1492 sposerà Cecilia Gallerani, già amante da anni del Moro e già immortalata da Leonardo da Vinci in un celebre ritratto, individuato nel dipinto della cosiddetta Dama con l'ermellino. E fu proprio durante il periodo di residenza di quest'ultima illustre padrona di casa che l'edificio diede i primi segni concreti della mutata destinazione d'uso.
Cecilia era una donna di grande fascino e intelligenza, amante della letteratura, poetessa, esperta in latino e frequentatrice di intellettuali, che aveva già animato una sua piccola corte nel milanese Palazzo Carmagnola. Con il trasferimento a San Giovanni in Croce, anche qui la dama istituì una piccola corte, ospitando e intrattenendo letterati, artisti e intellettuali del Rinascimento lombardo. Infatti, come confermato dalle fonti dell'epoca, Cecilia fu una donna rinascimentale a tutto tondo, capace di ricreare una perfetta atmosfera cortigiana anche dopo che dovette lasciare quella sforzesca.

### I Soresina-Vidoni
Successivamente, a subentrare come nuova famiglia feudataria di San Giovanni in Croce ci fu quella dei Soresina-Vidoni dal 1623. E fu proprio sotto i Marchesi Soresina-Vidoni che vennero apportate alla villa le modifiche architettoniche più rilevanti, con il raggiungimento del massimo splendore della dimora nel XIX secolo, quando venne fatto realizzare il giardino all'inglese. Al XVIII secolo risale invece la costruzione del corpo di fabbrica posteriore dell'edificio. La famiglia nobiliare cremonese rimase proprietaria di questa dimora fino alla metà del XX secolo; infatti, a seguito dello scoppio del Fascismo in Italia, la famiglia abbandonò il paese.

### Il degrado e la successiva rinascita
Durante tutta la prima metà del XX secolo l'edificio venne legato alle vicende del Fascismo. L'ultima proprietaria fu la famiglia Medici del Vascello, da cui deriva il nome odierno, e gli ultimi a risiedervi furono la marchesa Maria Carolina e il marchese Francesco Medici del Vascello fino al 1945, anno dal quale la villa non venne più abitata.
Iniziò così una fase di completo abbandono e degrado, che perdurò fino all'inizio del XXI secolo, quando finalmente la villa e il giardino vennero acquistati dal Comune di San Giovanni in Croce nel 2005, passando così per un successivo restauro recuperativo per salvarla dal lungo degrado. Da maggio 2014 è aperta al pubblico. Ad oggi la villa è disponibile come sede per visite turistiche guidate, laboratori didattici per le scolaresche, eventi culturali, manifestazioni ricreative, matrimoni, feste di laurea, convention aziendali, convegni scientifici ed eventi privati.
Il 25 ottobre 2009 la villa è stata teatro di una mostra personale dell'artista contemporaneo Francesco Vidic.
Da ottobre 2019 al 2023 circa la villa ha fatto parte dell'Associazione dei Castelli del Ducato di Parma, Piacenza e Pontremoli, facendo di essa il primo patrimonio pubblico e visitabile lombardo ad avere suggellato l'unione promozionale nell'ambito dei Castelli del Ducato tra Emilia-Romagna e Lombardia.
Oggi dell'originario fortilizio quattrocentesco si conservano la scarpa, ossia la parete inclinata alla base della struttura, e le torri angolari merlate.

## Descrizione

### Villa

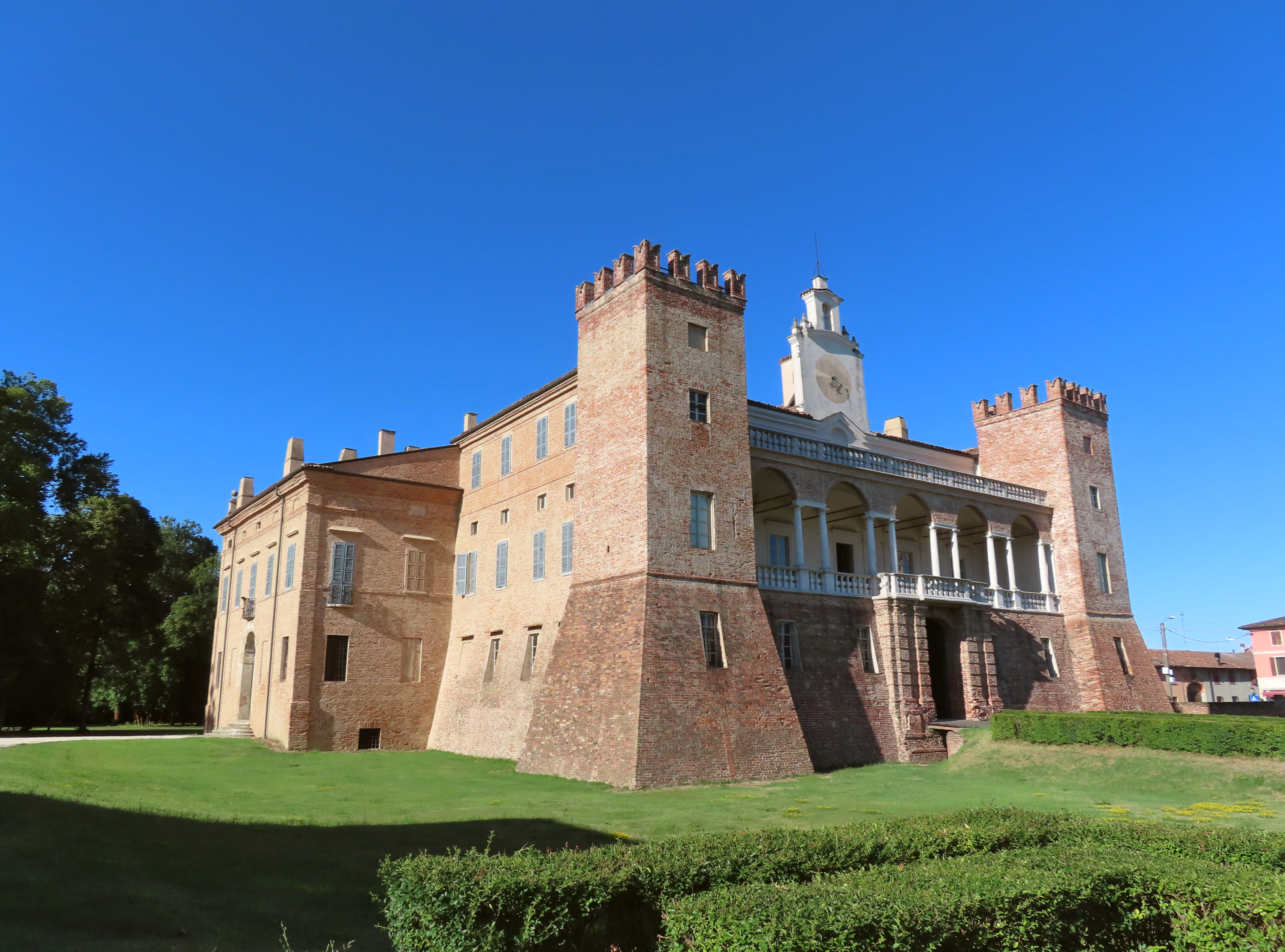
Facciata e lato ovest

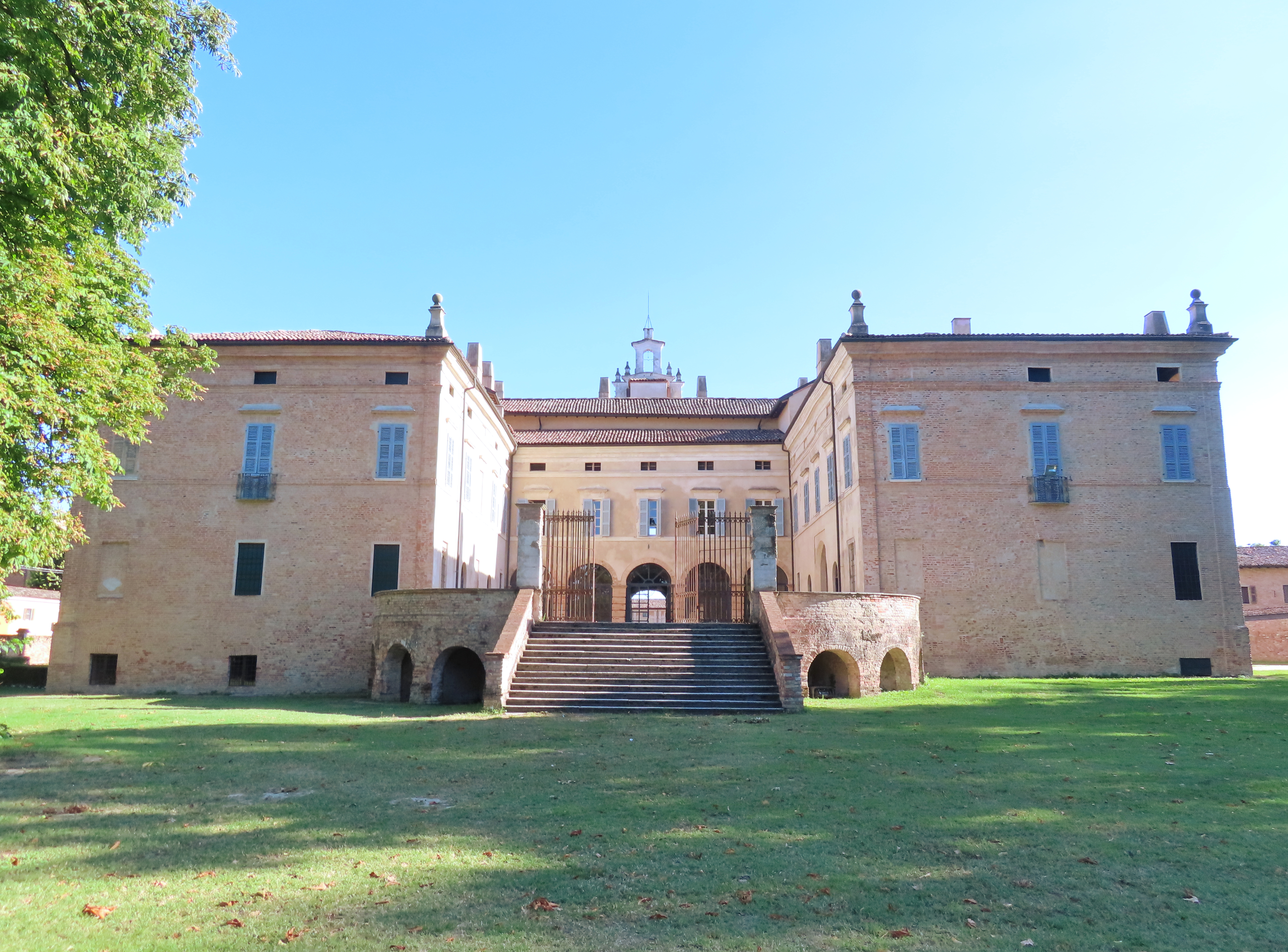
Facciata posteriore

In origine la pianta della fortezza doveva essere di forma quadrangolare con quattro torri a pianta quadrata, una per ogni angolo, fornite di merlatura ghibellina a coda di rondine, con un profondo fossato perimetrale.
Successivamente, nel tempo si susseguirono varie modifiche, a partire dal periodo in cui fu dimora di Cecilia Gallerani fino al dominio dei Soresina-Vidoni, ai quali si deve pressoché gran parte dell'aspetto caratteristico attuale.
Infatti, grazie alle modifiche dei Soresina-Vidoni, oggi la villa si presenta come un edificio a forma di U, con una grande corte posteriore (lato settentrionale), e presenta nel lato d'ingresso principale una lunga loggia tardocinquecentesca a serliane di stile manierista, con colonne in pietra che reggono gli archi a tutto sesto; al centro di quest'ultima, s'innalza una torretta a vela decorata con un orologio e terminata con un piccolo campanile sovrastante (lato meridionale). Nel lato settentrionale, invece, vi è un completo rifacimento delle due ali laterali, con la scomparsa delle torri medievali e la totale trasformazione strutturale. Sempre per quanto riguarda le torri medioevali, anche le merlature devono certamente risalire a un rifacimento successivo sotto la stessa famiglia, ad imitazione di quelle di tipo ghibellino.
Esternamente le pareti della villa sono costituite da muratura continua e pilastri in laterizio, con l'intonacatura presente solo per quanto riguarda i paramenti che affacciano sulla corte. Quest'ultima è accessibile dal lato settentrionale salendo uno scalone monumentale, che si ritrova chiuso da una grossa cancellata.

### Giardino

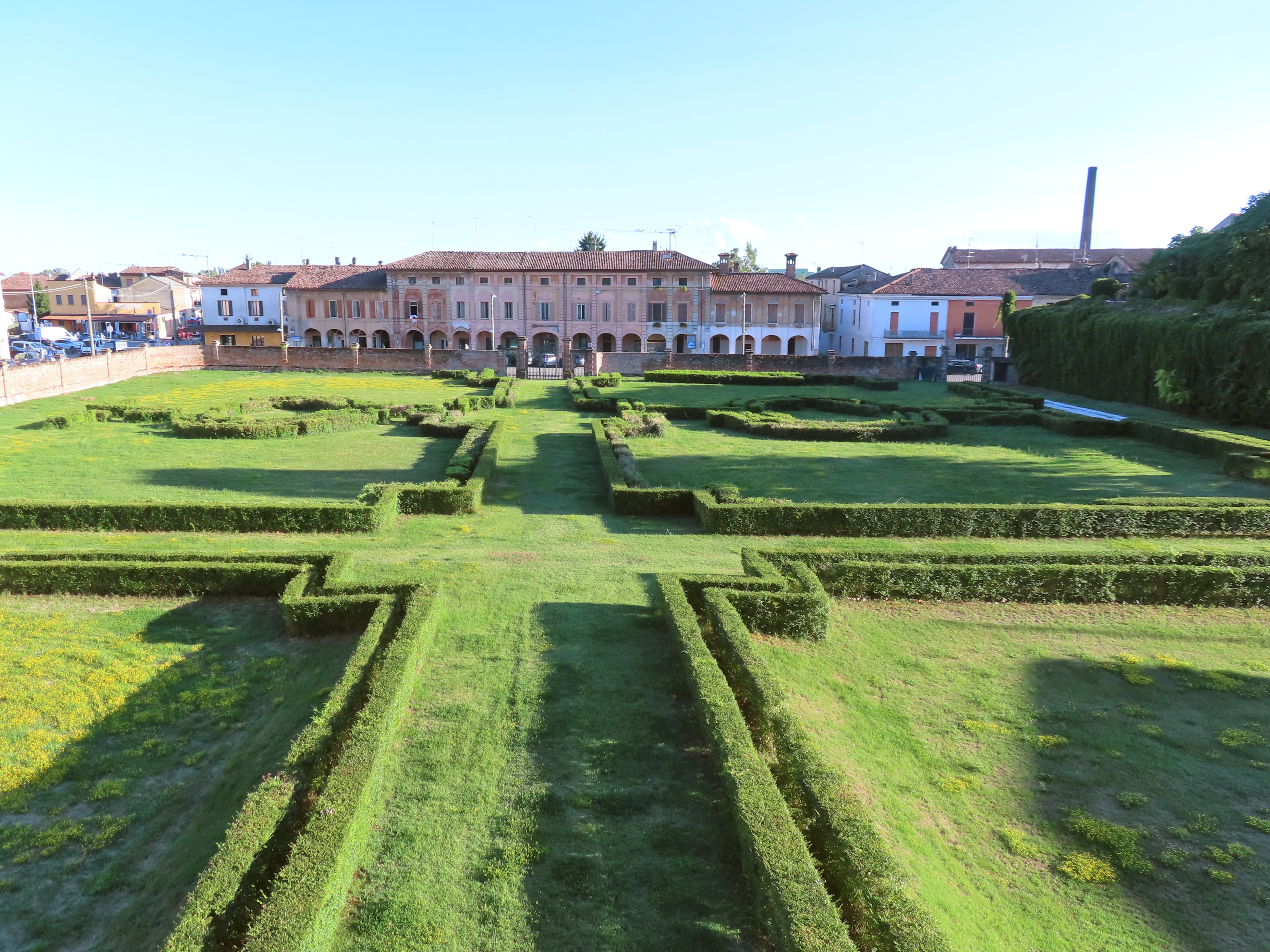
Il giardino all'italiana situato nell'area anteriore alla facciata, come visto dal loggiato della villa

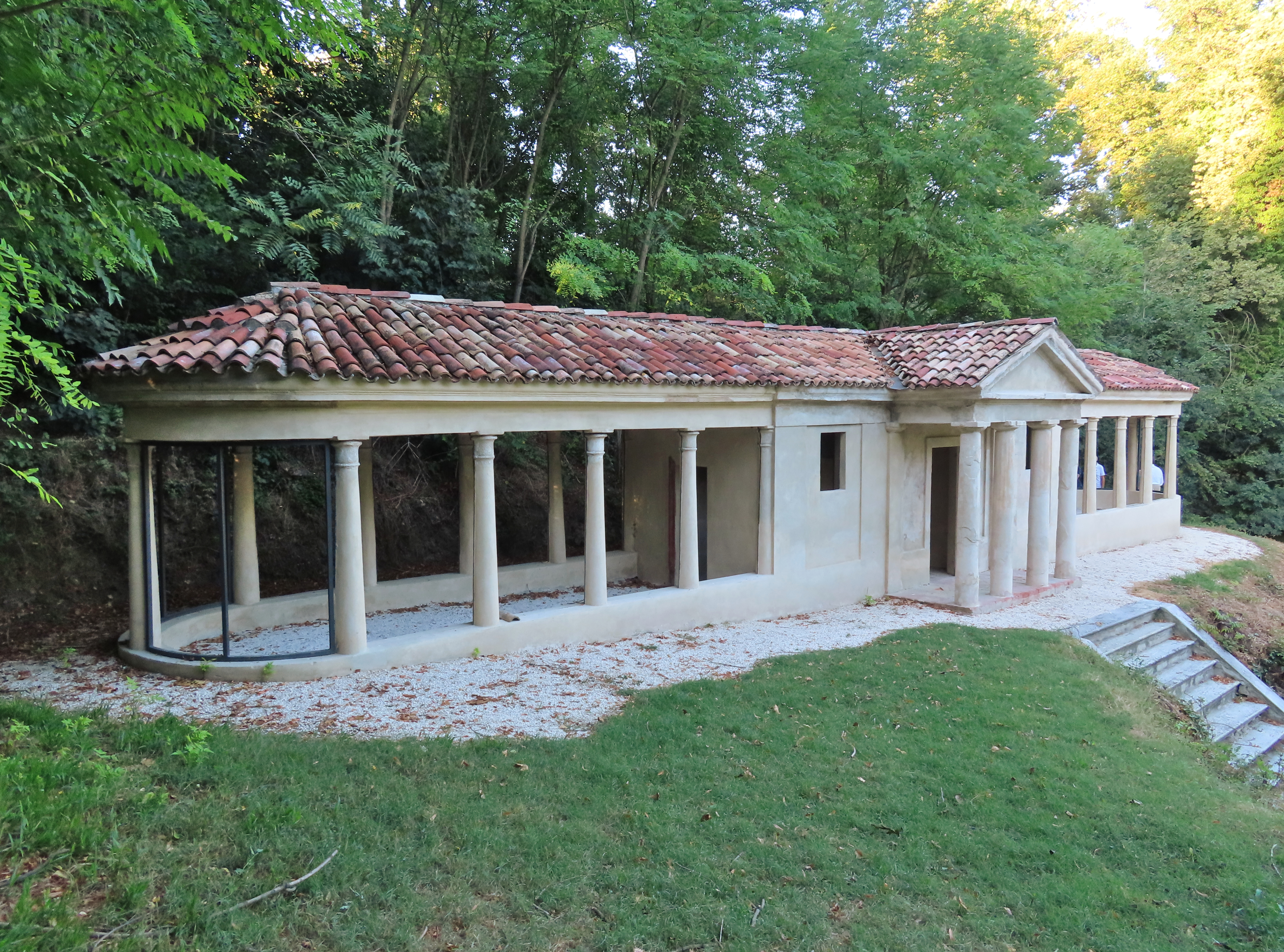
Il tempio nelle Nereidi nel parco

Il parco della villa è un vasto giardino di gusto romantico e impreziosito da un laghetto panoramico e vari edifici incastonati tra la vegetazione.
La realizzazione del giardino avvenne nel XIX secolo per volere di Giuseppe Soresina-Vidoni, principe dell'Impero Austriaco, e si estende per una superficie totale di ben 12 ha (120 000 m²), adiacente alla villa vera e propria. La tipologia del parco è un giardino all'inglese, secondo la moda dell'epoca, ed è un vero e proprio gioiello botanico, con molteplici specie arboree e arbustive, tra cui alcune piante esotiche tra le prime importate in Europa. Tra la vegetazione spicca senz'altro un magnifico esemplare di Ginkgo biloba.
Oltre al suddetto laghetto, i vari edifici che si trovano nel giardino comprendono un tempietto dorico, un tempio indiano, una pagoda cinese e una capanna olandese.
La varietà botanica del parco ha permesso la creazione di un habitat ideale per la fauna; infatti, vi è anche segnalata la presenza di una garzaia abitata da aironi cenerini (Ardea cinerea), aironi guadabuoi (Bubulcus ibis), garzette (Egretta garzetta) e nitticore (Nycticorax nycticorax).

## Restauro

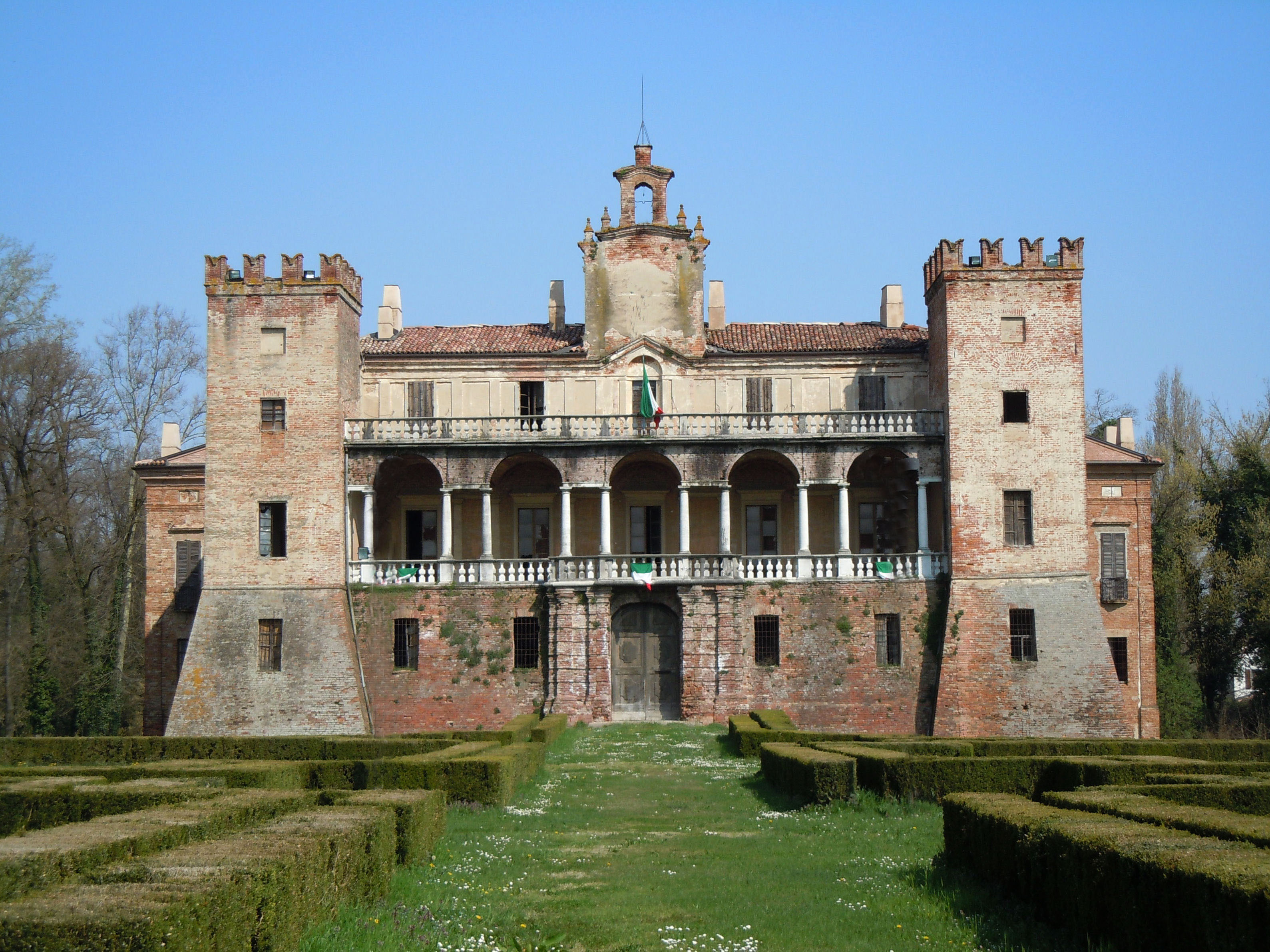
Come si presentava la Villa Medici del Vascello nel 2011, prima del restauro

Dopo più di mezzo secolo di abbandono della villa, dal 1945 in poi, durante il quale non mancarono i furti, la struttura e l'immagine dell'edificio erano ormai compromesse. Questo fino a quando, nel 2005, finalmente Villa Medici del Vascello venne acquistata dal comune di San Giovanni in Croce.
Dopo l'acquisizione comunale si è subito richiesto un intervento restaurativo di consolidamento e recupero, viste le condizioni critiche soprattutto sotto il profilo strutturale, delle decorazioni e dei rivestimenti. Il progetto è subito partito, grazie anche al supporto finanziario della Regione Lombardia e della Fondazione Cariplo, che hanno permesso di mettere immediatamente in sicurezza la struttura da eventuali ulteriori crolli strutturali. Poi, con lo stanziamento di ingenti fondi governativi, si sono attuati tutti i lavori del caso con la cooperazione dell'ingegnere e architetto Guido Favalli e la supervisione della Soprintendenza per i Beni Ambientali e Architettonici, fino al completo restauro conservativo e recuperativo, che si è concluso nel 2014.
Tra gli interventi necessari vi era la necessità di operazioni specifiche sui paramenti in laterizio con mattoni a vista, sui paramenti intonacati e sugli intonaci decorati delle sale monumentali, gravemente degradati, oltre che al completamento integrativo delle abbondanti lacune presenti sulle facciate. In particolare si è dovuto intervenire col restauro delle rimanenti porzioni di affreschi, risalenti addirittura al XVI secolo, e nei lavori sono anche emersi intonaci settecenteschi con decorazioni bicromatiche, rimaneggiati nel XX secolo.

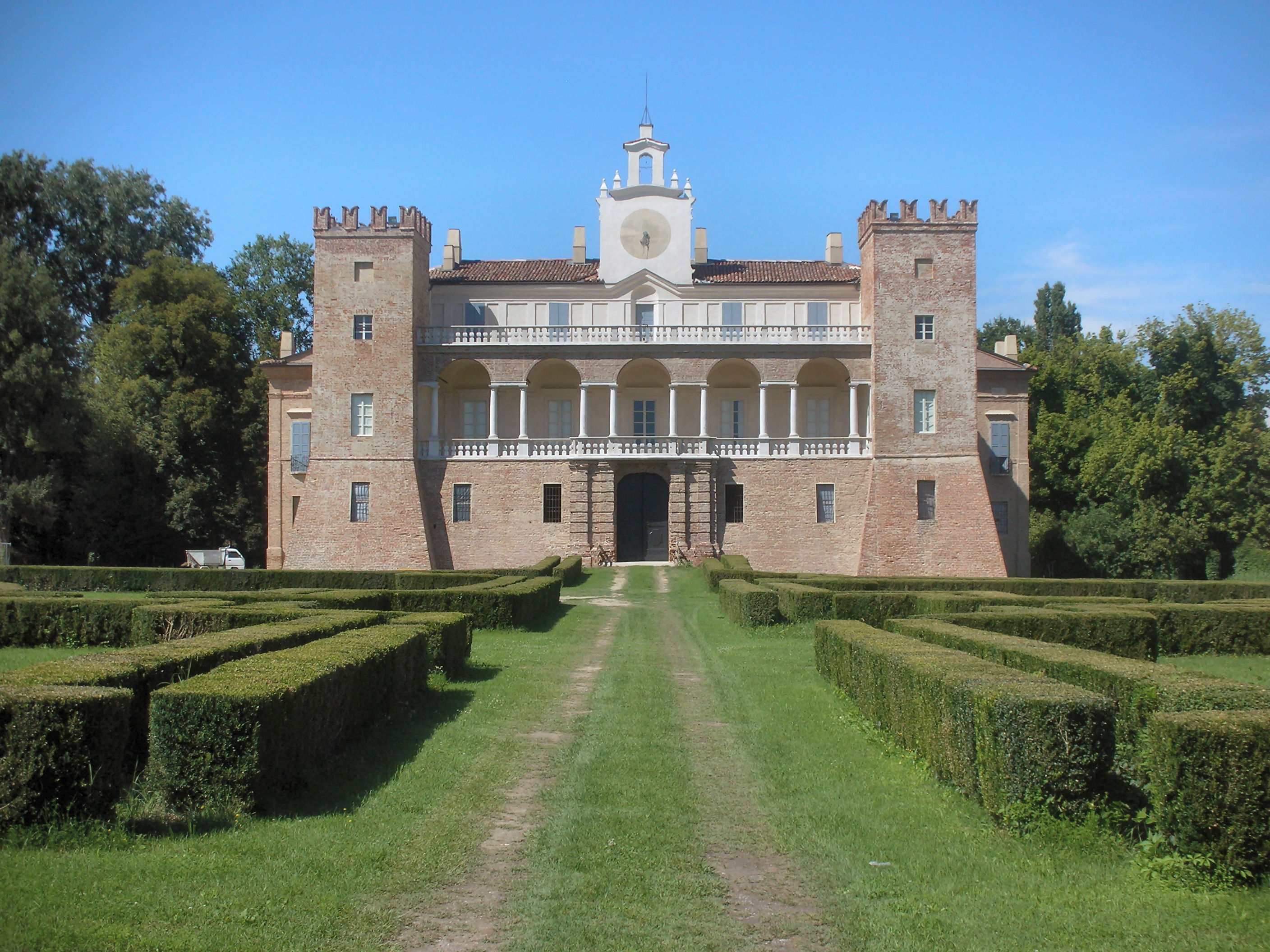
La Villa Medici del Vascello nel 2014, dopo il restauro

Insieme al restauro della villa vera e propria, si è anche attuato un parallelo intervento nell'adiacente giardino, che nel tempo è stato fortemente depauperato e trascurato, fino a diventare area boschiva. In questo caso si è provvedendo al restauro di alcuni degli edifici ubicati al suo interno e al ripristino di quasi tutti gli antichi sentieri.